# Municipio de Pawnee Rock
El municipio de Pawnee Rock (en inglés: Pawnee Rock Township) es un municipio ubicado en el condado de Barton en el estado estadounidense de Kansas. En el año 2010 tenía una población de 373 habitantes y una densidad poblacional de 4,02 personas por km².

## Geografía
El municipio de Pawnee Rock se encuentra ubicado en las coordenadas 38°17′51″N 98°59′10″O / 38.29750, -98.98611. Según la Oficina del Censo de los Estados Unidos, el municipio tiene una superficie total de 92.74 km², de la cual 92,69 km² corresponden a tierra firme y (0,05 %) 0,05 km² es agua.

## Demografía
Según el censo de 2010, había 373 personas residiendo en el municipio de Pawnee Rock. La densidad de población era de 4,02 hab./km². De los 373 habitantes, el municipio de Pawnee Rock estaba compuesto por el 96,78 % blancos, el 0,27 % eran amerindios, el 0,27 % eran de otras razas y el 2,68 % eran de una mezcla de razas. Del total de la población el 2,41 % eran hispanos o latinos de cualquier raza.